# Quốc kỳ Venezuela

Quốc kỳ Venezuela (dân sự)

Quốc kỳ Venezuela (nhà nước)

Quốc kỳ Venezuela (tiếng Tây Ban Nha: Bandera de Venezuela) lần đầu tiên được sử dụng vào năm 1811 khi cuộc chiến tranh chống ách đô hộ thực dân Tây Ban Nha của người dân Venezuela nổ ra. Quốc kỳ Venezuela thông thường gồm có ba dải màu nằm ngang bằng nhau theo thứ tự từ trên xuống là các màu vàng, xanh lam và đỏ. Trên phần dải màu xanh lam có 8 ngôi sao trắng.

## Xuất xứ
Quốc kỳ Venezuela đầu tiên cũng gồm ba dải màu như hiện nay nhưng chưa có các ngôi sao được Quốc hội Venezuela thông qua vào năm 1811. Người thiết kế lá cờ này chính là người anh hùng giải phóng dân tộc Venezuela Francisco de Miranda. Màu vàng tượng trưng cho sự phì nhiêu của đất đai, màu xanh lam tượng trưng cho đại dương còn màu đỏ tượng trưng cho nền độc lập của đất nước Venezuela.

## Những thay đổi
Vào thế kỉ 19, 7 ngôi sao màu trắng trên dải màu xanh lam đã được thêm vào. 7 ngôi sao này đại diện cho 7 tỉnh thuộc địa của Venezuela là Barcelona, Barinas, Caracas, Cumana, Margarita, Merida và Trujillo đã đoàn kết với nhau chống lại ách thống trị của thực dân Tây Ban Nha.
Sau khi người anh hùng Simon Bolivar giải phóng thêm vùng đất Guayana, một ngôi sao màu trắng nữa đã được thêm vào lá cờ để đại diện cho vùng đất mới giải phóng của Venezuela này.
Năm 1954, hình ảnh quốc huy Venezuela được thêm vào góc trên bên trái lá cờ Venezuela. Tuy nhiên hình ảnh quốc huy được thêm vào chỉ áp dụng với cờ nhà nước và cờ chiến tranh. Còn các lá cờ dân sự sử dụng trong đời sống thường ngày thì không có hình ảnh quốc huy.
Từ năm 1930 đến năm 2006, quốc kỳ Venezuela lại chỉ còn có 7 ngôi sao. Năm 2006, tổng thống Hugo Chavez đã lại thêm 1 ngôi sao nữa vào quốc kỳ nhưng bị phe đối lập phản đối dữ dội.